# باتريك كيارني
باتريك كيارني هو عازف الغيتار الكلاسيكي كندي، ولد في 1970.